# Gianfranco Librandi
Gianfranco Librandi (Saronno, 3 agosto 1954) è un politico italiano, deputato alla Camera dal 2013.
Viene rieletto alle elezioni politiche del 2018 con il Partito Democratico, per poi passare nel 2019 a Italia Viva. Dal 2024 è di nuovo in Forza Italia.

## Biografia
Di madre romagnola e padre calabrese, nasce a Saronno in provincia di Varese, ma cresce a Turate, in provincia di Como, dove inizia nella prima metà degli anni '70 a lavorare come operaio per la ditta produttrice di televisori Ultravox.
Fonda e presiede l'associazione culturale Satelios, che promuove da anni incontri culturali con personaggi come il fisico Antonino Zichichi, l'ex presidente del Senato Marcello Pera, gli scrittori Massimo Introvigne, Luca Goldoni e Dacia Maraini, il critico d'arte Vittorio Sgarbi, il giornalista e scrittore Magdi Allam, il giornalista Oscar Giannino, l'economista Claudio Privitera e l'ex portavoce di papa Giovanni Paolo II Joaquin Navarro Valls.
È docente di economia aziendale presso l'università ECampus.

### Attività politica
Nel 2004 viene eletto consigliere comunale di Saronno nelle liste di Forza Italia, partito poi confluito nel Popolo della Libertà.
Nel 2009 lascia il PdL, fonda il movimento politico "Unione Italiana" e ne diventa segretario.
In vista delle elezioni comunali di Milano del 2011, inizialmente si candida a sindaco, ma poi rinuncia alla corsa a primo cittadino per appoggiare la candidata del centro-destra Letizia Moratti e si presenta a sostegno della Moratti nella lista Unione Italiana con Librandi, ottenendo 122 preferenze e non risultando eletto.

#### Elezione a deputato
Alle elezioni politiche del 2013 è candidato alla Camera dei Deputati per la circoscrizione Lombardia 1 nelle liste di Scelta Civica con Monti per l'Italia (in terza posizione), venendo eletto deputato della XVII Legislatura. Si candida contemporaneamente alle elezioni regionali in Lombardia del 2013 per la provincia di Milano nella lista Lombardia Civica, a sostegno del candidato presidente centrista Gabriele Albertini (già sindaco di Milano), ma ottiene 393 preferenze e non è eletto.
All'interno del partito Scelta Civica è il responsabile finanziario e membro del coordinamento politico.
A luglio 2016 è tra coloro i quali si schierano contro la decisione del segretario Enrico Zanetti di fondere Scelta Civica per l'Italia con Alleanza Liberalpopolare-Autonomie (ALA) di Denis Verdini, pertanto abbandona il partito assieme ad altri 14 deputati, dando vita al gruppo parlamentare centrista Civici e Innovatori. Il 10 luglio 2017 il suddetto gruppo viene sciolto per mancanza del numero minimo di 20 deputati, pertanto Civici e Innovatori diviene componente del gruppo misto.
Il 28 luglio 2017 abbandona la componente del gruppo misto Civici e Innovatori ed aderisce ufficialmente al Partito Democratico.
Alle elezioni politiche del 2018 viene rieletto deputato nelle liste del Partito Democratico nel collegio plurinominale Lombardia 1 - 02.
Nel marzo 2018 si tengono anche le elezioni regionali in Lombardia, in occasione delle quali Librandi concorre a lanciare la lista "Obiettivo Lombardia per le Autonomie" a sostegno di Giorgio Gori candidato presidente.
Il 19 settembre 2019 aderisce a Italia Viva, il nuovo partito di Matteo Renzi.
Alle elezioni comunali del 2021 a Milano è tra i principali promotori della lista "I Riformisti - Lavoriamo per Milano con Sala", riproposta con alcune variazioni in altri comuni lombardi e del nord-ovest.

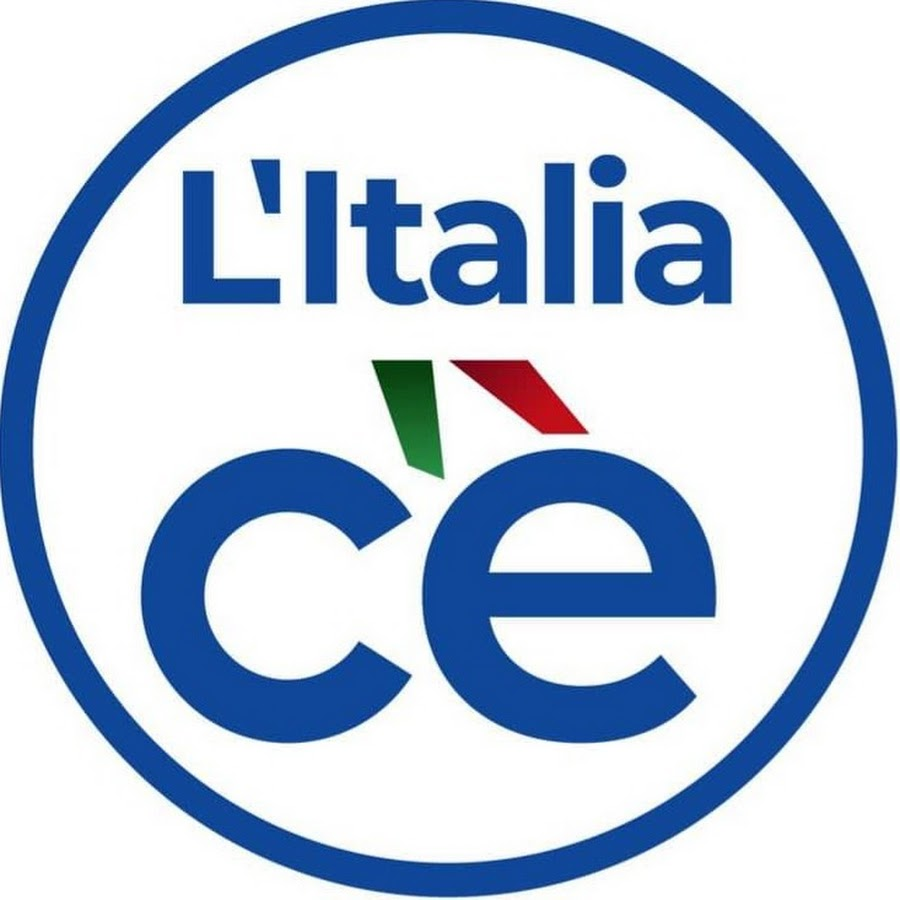
Logo di L'Italia C'è.

Nel 2022 dà vita, insieme all'ex vicesegretario di +Europa Piercamillo Falasca, all'associazione L'Italia C'è, cui aderiscono anche i deputati Gennaro Migliore e Camillo D'Alessandro di Italia Viva e Emanuela Rossini eletta per il Partito Autonomista Trentino Tirolese. In vista delle elezioni politiche anticipate, L'Italia C'è lancia Lista Civica Nazionale insieme all'ex sindaco di Parma Federico Pizzarotti. Il 1º agosto il gruppo alla Camera di Italia Viva cambia nome in "Italia Viva - Italia C'è". Alle elezioni politiche del 2022 si candida alla Camera nelle liste plurinominali di +Europa , che non supererà la soglia di sbarramento, e nel collegio uninominale Lombardia 1 - 08 (Milano: NIL 58 - Bande Nere) per la coalizione di centro-sinistra, dove con il 36,26% viene sconfitto da Cristina Rossello, coordinatrice milanese di Forza Italia, che viene eletta con il 37,01% dei voti, 1400 in più di Librandi.
Nel 2023 L'Italia C'è aderisce al Partito Democratico Europeo.
In vista delle elezioni europee del 2024 L'Italia C'è aderisce alla lista Stati Uniti d'Europa promossa insieme a Italia Viva, +Europa, PSI, LibDem Europei e Radicali Italiani. Librandi è candidato in seconda posizione nella circoscrizione nord-occidentale ; con circa 4.500 preferenze si piazza quinto ma la lista non supera la soglia di sbarramento.
Nel 2024 Librandi, insieme a L'Italia C'è, aderisce a Forza Italia, venendo in seguito nominato vice coordinatore regionale del partito in Campania.

#### Vicende giudiziarie
Il 27 ottobre 2019 viene reso noto il suo coinvolgimento nell'inchiesta sui finanziamenti alla fondazione Open, legata all'ex premier Renzi, insieme ad altre persone. Nel gennaio 2020 il settimanale L'Espresso rileva come, in occasione di una verifica fiscale effettuata nel luglio 2019 dalla Guardia di Finanza nella sua azienda a Saronno, Librandi abbia usato parole forti nei confronti dei finanzieri sostenendo di essere "un intoccabile".